# Titanogrypa cryptopyga
Titanogrypa cryptopyga är en tvåvingeart som beskrevs av Guilherme A.M.Lopes 1956. Titanogrypa cryptopyga ingår i släktet Titanogrypa och familjen köttflugor. Inga underarter finns listade i Catalogue of Life.